# Præstø kommun
Præstø kommun var en kommun i f.d. amtet Storstrøms Amt, Danmark. Kommunen hade 7 485 invånare (2004) och en yta på 106,88 km². Præstø var centralort.
Kommunen slogs 2007 samman med tre andra kommuner och ingår numera i Vordingborgs kommun.